# Nymphe (biologie)
Pour les articles homonymes, voir Nymphe (homonymie).

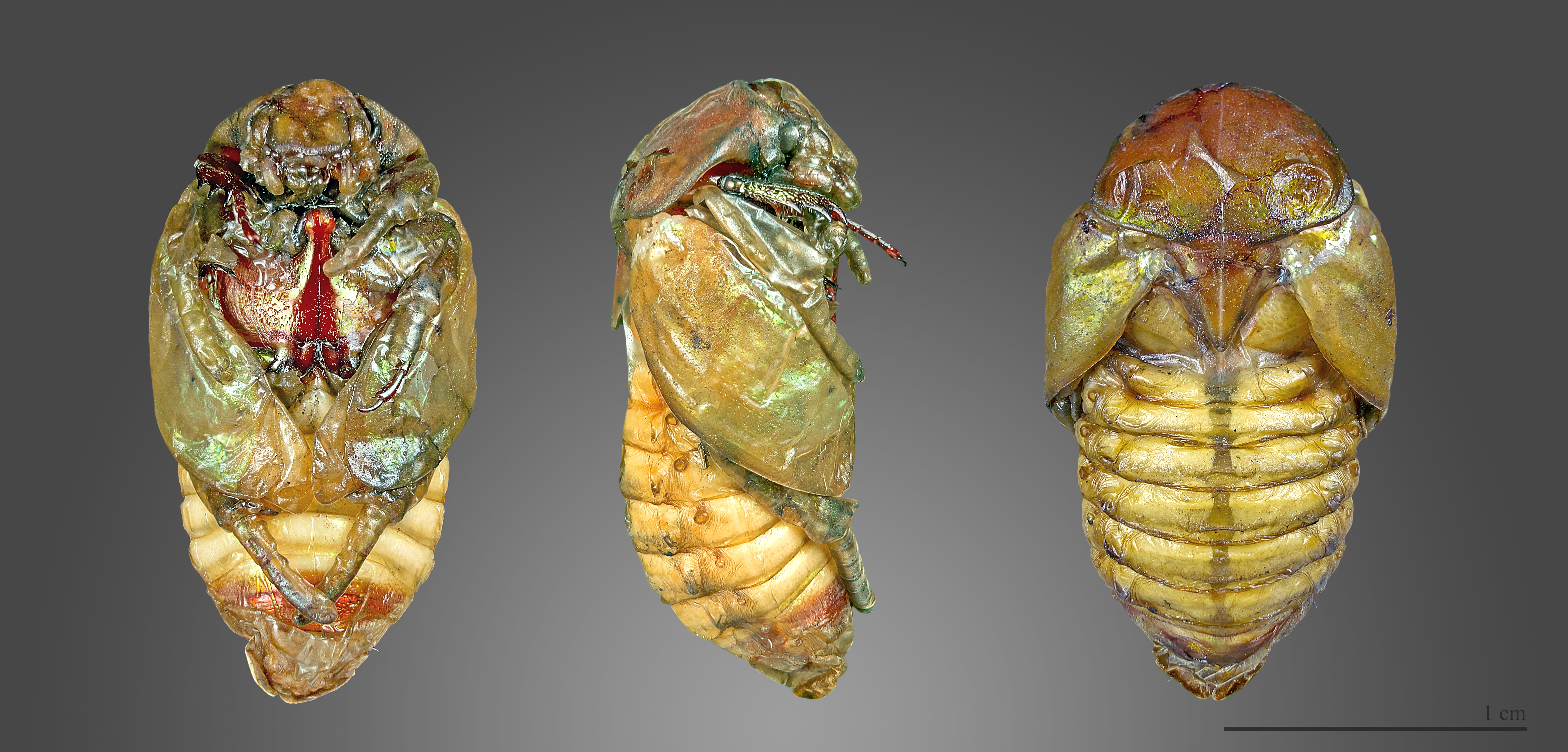
Nymphe de la cétoine dorée.

En biologie, la nymphe est le stade de développement intermédiaire entre la larve et l'imago lors des mues de métamorphose, notamment chez les insectes holométaboles. Le stade nymphal commence donc par la mue d'une larve en nymphe (mue nymphale ou nymphose) et se termine par la mue de la nymphe en imago (mue imaginale ou mue adulte). Une des caractéristiques de la nymphe est qu'elle ne se nourrit pas (ses pièces buccales et son tube digestif subissent aussi une métamorphose) et qu'elle vit sur ses réserves.
La nymphe des lépidoptères est souvent appelée chrysalide. Chez les diptères, l'équivalent de la nymphe est la pupe, à la différence que cette dernière reste à l'intérieur de la dernière cuticule larvaire (absence d'exuviation nymphale).
Chez certaines espèces, la nymphe est protégée par un cocon.

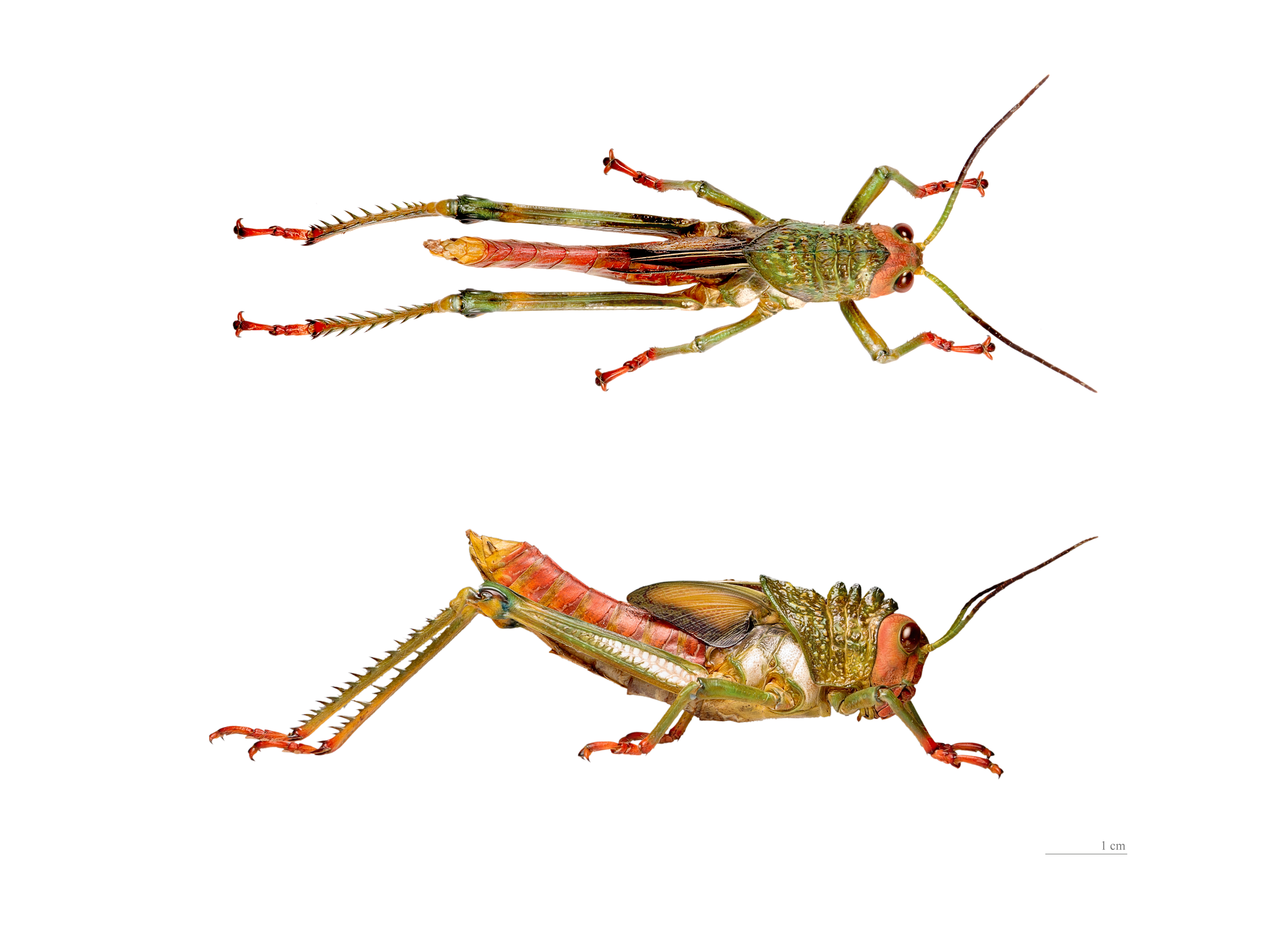
Nymphe de Tropidacris cristata.

Le mot nymphe est parfois utilisé (surtout dans les textes traduits de la littérature étrangère) pour désigner les formes immatures (larves) des insectes hémimétaboles ayant des ébauches alaires (comme chez les termites, les criquets et les sauterelles, chez qui les ailes apparaissent progressivement), mais qui, dans ce cas, se nourrissent.
Le mot nymphe est aussi utilisé pour désigner le stade intermédiaire entre larve et adulte chez les acariens.